# Serra Noguera
La Serra Noguera és una serra situada al municipi de Corbins a la comarca del Segrià, amb una elevació màxima de 248 metres.